# Bataille de Soukhoumi
Guerre d'Abkhazie
Batailles
- Siège de Tkvartcheli
- Bataille de Gagra
- Massacre de Kamani
- Bataille de Soukhoumi (Blocus de l'aéroport)

La Bataille de Soukhoumi (appelé Chute de Soukhoumi par les médias géorgiens) fut le dernier épisode de la Guerre d'Abkhazie (1992-1993) qui se termina avec la prise de Soukhoumi, capitale de la République autonome d'Abkhazie, dans les mains des indépendantistes de cette même contrée, symbolisant l'ultime défaite des Géorgiens face à ces séparatistes armés par la Russie.
Se déroulant entre 1992 et 1993, il n'y a pas de date officiellement retenue pour délimiter le conflit vu que les violences entre Géorgiens et Abkhazes dans la capitale régionale étaient d'actualité depuis au moins 1989. Toutefois, on peut la faire débuter avec l'arrivée des troupes nationales géorgiennes dans la capitale en août 1992 et la faire continuer jusqu'à la fin de la guerre en septembre 1993 qui se soldera par des violences ethniques qui auraient fait plusieurs milliers de morts et de déplacés internes, non seulement chez les Géorgiens mais également chez les Abkhazes et les Russes modérés, les Grecs et d'autres minorités ethniques résidant en Abkhazie depuis des décennies.
Après la bataille de Soukhoumi, la Géorgie installa un gouvernement en exil de la République autonome d'Abkhazie basé dans la Vallée de Kodori, dernière enclave abkhaze restée sous le contrôle de Tbilissi depuis la fin de la guerre. Les indépendantistes créèrent la République d'Abkhazie reconnue seulement par quelques pays dont la Russie.

## Contexte et précédents

### Conflit abkhazo-géorgien
Le conflit abkhazo-géorgien, tout comme le conflit ossèto-géorgien, peut être remonté jusqu'en 1918, quand les révolutionnaires abkhazes s'étaient alliés aux bolcheviks de Russie contre les autorités mencheviks de Géorgie. L'Abkhazie avait auparavant été annexée par la Russie impériale en 1864, après un demi-siècle de protectorat. Par la suite, l'empire commença une politique de russification de la région qui mena par ailleurs à la création d'une translittération officielle de la langue abkhaze dépourvue d'un alphabet dans les années 1860. C'est ainsi qu'entre 1866 et 1905, plusieurs révoltes nationalistes abkhazes se produisirent contre le gouvernement tsariste, révoltes qui correspondaient également à celles du reste de la Géorgie. En 1918, le Seïm, assemblée parlementaire couvrant la totalité du Sud-Caucase, déclara l'indépendance de la République démocratique fédérative de Transcaucasie, dont la Géorgie (comprenant l'Abkhazie) se sépara le 26 mai de la même année. Dès lors, les bolcheviks cherchant à annexer la Géorgie entière, collaborèrent avec des membres nationalistes d'Abkhazie et d'Ossétie du Sud, ce qui mena à un sanglant conflit militaire entre les Ossètes et les Géorgiens jusqu'en 1921, quand l'Armée rouge envahit la République démocratique de Géorgie et y instaura un régime soviétique, détachant ainsi l'Abkhazie du reste du pays jusqu'en 1931. À cette période, Lavrenti Beria, chef de la RSS de Géorgie et grand allié de Staline (ethniquement géorgien), s'accorda avec les autorités de Moscou pour réunifier la Géorgie et supprimer le statut de RSS à l'Abkhazie.
Dès lors, une politique de géorgianisation fut instaurée en Abkhazie. Durant toute la période soviétique, les Abkhazes étaient d'ailleurs minoritaires dans leur propre entité et en 1938, l'alphabet géorgien remplaça le cyrillique pour l'écriture de l'abkhaze. La mort de Staline en 1953 apporta une période plus calme pour les autochtones abkhazes et dès 1954, l'alphabet abkhaze fut officialisé, fondé sur le cyrillique. Mais cela n'empêcha pas les Géorgiens à être majoritaires en Abkhazie, ce qui provoqua des manifestations dès 1957. Finalement, un grand sentiment nationaliste traversa les Abkhazes dans les années 1970 quand les autorités soviétiques géorgiennes prenaient des caractères de plus en plus raciste. En 1977, de violentes manifestations se déroulèrent à Sokhoumi et l'année suivante, le parti communiste d'Abkhazie demanda le rétablissement de l'ancien statut de RSS à la région. Le refus par Tbilissi apporta une nouvelle vague de révoltes et l'arrivée au pouvoir de l'ultra-nationaliste Zviad Gamsakhourdia à la présidence géorgienne en 1990 n'apporta aucun bon présage...

### Guerre d'Abkhazie
Le 9 avril 1991, le Parlement géorgien déclara l'indépendance de la Géorgie et Zviad Gamsakhourdia devint dès lors le chef d'État du pays. Sa politique nationaliste poussa les minorités du pays à se rebeller contre Tbilissi et bientôt, une guerre éclata en Ossétie du Sud. Cette politique, suivie par l'échec économique du président, poussèrent les membres de l'opposition à faire un coup d'État et le 22 décembre, la guerre éclata à Tbilissi. Le 6 janvier 1992, le Parlement fut pris et Gamsakhourdia dut quitter la Géorgie vers l'Arménie. Un Conseil militaire fut établi dans un cadre intérimaire et le 10 mars, Edouard Chevardnadzé, ancien ministre des Affaires étrangères de l'URSS, arriva dans la capitale et fut nommé chef d'État. Mais pendant ce temps, les tensions devenaient grandissantes en Abkhazie, encore une fois en raison de la minorité abkhaze qui réclamait une indépendance vis-à-vis de la Géorgie et un rattachement à la Russie. Finalement, le 23 juillet, le Parlement abkhaze déclara l'indépendance de la région et le 14 août, la guerre éclata à la suite de l'arrivée de la Garde nationale dans la province.
Le 19 août, les troupes géorgiennes occupèrent Soukhoumi pour désarmer les séparatistes. Le 31 août, sous les auspices de la Russie, un cessez-le-feu fut proclamé, cessez-le-feu qui fut toutefois brisé le 2 octobre quand les Abkhazes reprirent les armes.

## La bataille

### Préludes
Quatre jours après avoir pénétré en Abkhazie, la Garde nationale du ministre de la Défense Tenguiz Kitovani, qui opérait apparemment sans les ordres d'Edouard Chevardnadze, arriva à Soukhoumi le 18 août 1992. Là, les troupes géorgiennes commencèrent à semer le chaos dans la ville notamment en prenant le Parlement rebelle pour principale cible. De sanglants combats commencèrent dès lors dans la ville qui fut bientôt délaissée par les indépendantistes. Le lendemain, la capitale régionale entière fut occupée par les troupes de Tbilissi. Le 31 août, à la suite de la proclamation du premier cessez-le-feu entre les deux camps, le ministère de la Justice d'Abkhazie dissout le Parlement et fit organiser de nouvelles élections gouvernementales, considérant les parlementaires comme élus sur des critères discriminatoires.
Mais bientôt, de légers combats sporadiques à Soukhoumi firent entrer la Russie dans le conflit qui apporta en premier lieu son soutien à Tbilissi, avant de fournir les séparatistes abkhazes en armes, plus puissantes que celles des Géorgiens. Le 19 novembre, toutefois, un nouvel arrêt des combats fut accordé et l'armée russe promit alors de quitter Soukhoumi. Toutefois, la promesse ne fut que de jure et bien au contraire, les forces indépendantistes commencèrent petit à petit à assiéger la ville jusqu'à ce qu'Edouard Chevardnadze demande à l'ONU de condamner les attaques russo-abkhazes (cela mènera les Nations unies à envoyer une troupe de maintien de la paix en Géorgie en janvier 1993). Or, malgré une diminution des combats contre les séparatistes, la Garde nationale géorgienne dut toujours affronter l'armée de l'air russe qui continuait le bombardement de Soukhoumi.

### L'assaut abkhaze
Le 16 mars 1993, entre 6 et 9h00 du matin (heure locale), les forces unies des indépendantistes abkhazes et des alliés de la Confédération des Peuples des Montagnes du Caucase (CPMC) lancèrent une attaque de grande envergure sur la ville à moitié détruite de Soukhoumi. Cet assaut, qui avait été précédé par un bombardement des positions géorgiennes sur la rivière Goumista et à la périphérie de la capitale depuis deux heures du matin, causa de nombreux dégâts matériels et de nombreuses pertes militaires et civiles du côté pro-géorgien. Plus tard dans la journée, plusieurs SU-25 russes commencèrent à pointer leurs obus vers Soukhoumi, qui fut bombardé massivement dans la matinée du 17 mars. Un détachement spécial russe mena par la suite une opération et fut suivi par des combattants abkhazes et des volontaires de la CPMC. Ensemble, ils traversèrent la rivière Goumista et entrèrent en possession temporairement d'une partie de Sokhoumi, avant d'être rapidement repoussés par les Géorgiens.
La situation se calma relativement quand Edouard Chevardnadze arriva dans la ville le 29 avril 1993. Le 14 mai, un cessez-le-feu fut signé entre Moscou et Tbilissi mais le 2 juillet de la même année, un détachement abkhaze et des volontaires du CPMC reprirent les affrontements près du village de Tamichi, à l'aide de la marine russe. Cette partie de la bataille de Soukhoumi fut l'une des plus sanglantes campagnes de la guerre d'Abkhazie. En effet, des centaines de civils et de militaires furent tués et blessés dans les deux camps. Mais malgré les premières défaites géorgiennes, la Garde nationale réussit à se ressaisir et à reprendre ses positions d'avant le début de la bataille. En juillet, de nouveaux détachements russes, abkhazes et confédérés capturèrent les villages de la périphérie sokhoumoise Akhalcheni, Gouma et Chroma. Le violent combat qui se produisit près du village de Kamani coûta la vie à plusieurs Géorgiens, militaires et civils. À partir de ce moment, les séparatistes abkhazes occupèrent presque toutes les positions stratégiques de l'armée géorgienne et commencèrent à assiéger Sokhoumi. Peu après, le Premier ministre d'Abkhazie Tamaz Nadareïchvili dut quitter son poste pour des raisons médicales et c'est le parlementaire géorgien Jioulia Chartava qui lui succéda. Parallèlement, les forces abkhazes abattirent trois avions remplis de civils, dont un venant de Sotchi et un autre de Tbilissi.

### Chute de Sokhoumi
Par la suite, un nouveau cessez-le-feu fut proclamé à Sotchi le 27 juillet, mais ne dura pas plus longtemps que le précédent. En effet, dès le 16 septembre, les séparatistes abkhazes lancèrent une nouvelle offensive contre Soukhoumi, brisant l'accord. Après de sanglants combats dans la capitale de l'Abkhazie, celle-ci tomba le 27 septembre. À ce moment, Chevardnadze était encore dans la ville et fit un appel à la population par radio : 
« Chers amis, citoyens de Sokhoumi et de Géorgie ! La Géorgie, et plus spécialement Sokhoumi, est en train de faire face à ses jours les plus difficiles. Je suis fier de votre courage... Les séparatistes et les opportunistes seront jugés par l'histoire... Ils ne veulent pas que les Géorgiens vivent dans cette ville géorgienne. Plusieurs d'entre eux rêvent de recréer la tragédie de Gagra ici... Je sais que vous comprenez le challenge auquel nous devons faire face. Je sais combien la situation est difficile. Plusieurs personnes ont déjà quitté la ville mais vous restez ici pour Soukhoumi et pour la Géorgie... Je fais appel à vous, citoyens de Soukhoumi, combattants, officiers et généraux : je comprends les difficultés d'être dans votre position en ce moment, mais nous n'avons pas le droit de nous défiler, nous devons tous défendre notre terre. Nous devons fortifier Soukhoumi et sauver la ville. Je voudrais vous dire que chacun d'entre nous (le gouvernement abkhaze, le Cabinet des Ministres, M. Jioulia Chartava et ses collègues) sommes prêts à passer à l'action. L'ennemi est courant de notre courage, et c'est pour ça qu'il utilise les moyens les plus brutaux pour détruire notre Sokhoumi bien-aimée. Je fais appel à vous pour préserver la paix, la ténacité et votre sang-froid. Nous devons rencontrer l'ennemi dans nos rues comme il le mérite. »

## Nettoyage ethnique
Une fois que les troupes séparatistes prirent la totalité de Soukhoumi, une grande majorité des civils restèrent dans la ville, plaçant tous leurs espoirs dans un cessez-le-feu. Toutefois, les troupes abkhazes et leurs alliés n'épargnèrent guère les citadins et commencèrent à sillonner les rues de la capitale, désormais renommée en Soukhoumi. Hommes, femmes et enfants furent exécutés dans les rues, dans leurs propres appartements, dans leurs maisons ou bien les jardins. Selon les témoins, plusieurs personnes devinrent l'objet de torture, les enfants étant tués sous les yeux de leurs parents et vice versa. 
« Quand les Abkhazes entrèrent dans ma maison, ils me prirent moi et mon fils de sept ans dehors. Après nous avoir accroupit de force, ils prirent mon fils et le tuèrent juste devant mes yeux. Après m'avoir pris par les cheveux, ils m'emmenèrent dans les environs. Un soldat abkhaze m'obligea à regarder autour de moi ; je vis alors trois jeunes hommes et deux vieilles femmes qui trempaient nus dans l'eau. Ils étaient en train de pleurer quand les Abkhazes mettaient des corps morts sur eux. Après cela, ils mirent une grenade là et y placèrent encore plus de gens. Je fus à nouveau forcée à m'accroupir devant ces corps. Un des soldats prit son couteau et arracha l'œil d'une victime près de moi. Après, il commença à frotter l'organe sur mes lèvres et mon visage. Je ne pouvais plus supporter cela et je m'évanouis. Ils me laissèrent là, sur la pile des corps. »
Les femmes devinrent les cibles de viols sadiques. Les réfugiés ont plus tard déclaré, comme témoins, des scènes horribles, tels que le démembrement de personnes encore en vie, ou bien les personnes vivantes brûlées jusqu'à la mort. Les massacres se produisirent dans le parc de la ville, devant les bâtiments gouvernementaux, dans les écoles et les hôpitaux. La presque totalité des membres du gouvernement de la République autonome d'Abkhazie furent également exécutés. Ainsi, les politiciens tels que Jioulia Chartava (chef du Cabinet des ministres de l'Abkhazie), Gouram Gabiskiria (maire de Soukhoumi), Mamia Alassania (général des forces intérieures géorgiennes) et Raoul Eshba furent brutalement exécutés dans les rues de leur ville.

### Sources
- (en) Svetlana Mikhaïlovna Chervonnaya, Conflict in the Caucasus: Georgia, Abkhazia, and the Russian Shadow, Gothic Image Publications, 1994.
- (en) Dov Lynch, The Conflict in Abkhazia: Dilemmas in Russian « Peacekeeping » Policy, Royal Institute of International Affairs, 1998.
- (ru) L. Marchania, La Tragédie d'Abkhazie, Moscou, 1996.